# Ernst-Reuter-Gesellschaft
Die Ernst-Reuter-Gesellschaft der Freunde, Förderer und Ehemaligen der Freien Universität Berlin e. V. (ERG) ist eine Organisation, deren Hauptziel darin besteht, den wissenschaftlichen Nachwuchs an der Freien Universität Berlin zu fördern. Die Gesellschaft erinnert damit an den Regierenden Bürgermeister Ernst Reuter (1889–1953).

## Gründung und Aufgaben
Die Ernst-Reuter-Gesellschaft wurde am 27. Januar 1954 in Berlin (West) gegründet. Der Vereinszweck besteht darin, die Freie Universität Berlin als unabhängige Stätte des freien Geistes zu pflegen und zu stärken und der Freien Universität ideelle und materielle Hilfe zukommen zu lassen.

## Aktivitäten
Nach eigener Angabe leistet die Ernst-Reuter-Gesellschaft als zentraler Förderverein der Freien Universität Berlin vielfältige ideelle und materielle Hilfe, um die Stellung der Freien Universität als Ort innovativer Ideen auszubauen. Zahlreiche frühere Mitglieder der Freien Universität Berlin, darunter ehemalige Studierende, Dozenten, Wissenschaftler und Hochschullehrer, sind in der Ernst-Reuter-Gesellschaft Mitglied. Zum Teil sind die Mitglieder in entsprechenden wissenschaftlichen Fachgruppen organisiert. Diese Fachgruppen regen spezielle Veranstaltungen und Tagungen in ihren jeweiligen Fächern an der Freien Universität Berlin an. Zugleich besteht ein zentraler Teil der Arbeit der Ernst-Reuter-Gesellschaft darin, durch Mitgliedsbeiträge und Spenden wissenschaftliche Projekte zu fördern, die an der Freien Universität Berlin angesiedelt sind. Außerdem stellt die Ernst-Reuter-Gesellschaft Kontakte zwischen Studierenden und Absolventen mit dem Ziel der Netzwerkbildung her.

## Vorstand
Vorsitzender ist Peter Lange (Kanzler der Freien Universität Berlin a. D.); Stellvertretender Vorsitzender ist Johannes Evers.